# Libéria nos Jogos Olímpicos de Verão de 2024
Libéria participou dos Jogos Olímpicos de Verão de 2024, realizados em Paris, na França. Foi a 15.ª aparição do país nos Jogos Olímpicos de Verão desde a estreia em Melbourne 1956.
Foi representado por oito atletas que competiram no atletismo, mas nenhum conquistou medalhas.

## Competidores
Esta foi a participação por modalidade nesta edição:
| Esporte   | Masculino | Feminino | Total |
| --------- | --------- | -------- | ----- |
| Atletismo | 5         | 3        | 8     |
| Total     | 5         | 3        | 8     |

## Desempenho

### Atletismo
- Q = Qualificado para a próxima fase
- q = Qualificado para a próxima fase como o perdedor mais rápido ou, em eventos de campo, pela posição sem atingir o alvo para qualificação
- N/A = Fase não aplicável para o evento
- Bye = Atleta não precisou disputar aquela fase

Masculino
Eventos de pista
| Atleta                                                      | Evento  | Preliminar | Preliminar | Baterias | Baterias | Repescagem | Repescagem | Semifinal | Semifinal | Final       | Final       | Ref.                    |
| Atleta                                                      | Evento  | Tempo      | Pos.       | Tempo    | Pos.     | Tempo      | Pos.       | Tempo     | Pos.      | Tempo       | Pos.        | Ref.                    |
| ----------------------------------------------------------- | ------- | ---------- | ---------- | -------- | -------- | ---------- | ---------- | --------- | --------- | ----------- | ----------- | ----------------------- |
| Emmanuel Matadi                                             | 100 m   | Bye        | Bye        | 10.08    | 4 q      | N/A        | N/A        | 10.18     | 8         | Não avançou | Não avançou | [ 5 ]                   |
| Joseph Fahnbulleh                                           | 200 m   | N/A        | N/A        | 20.20    | 1 Q      | Bye        | Bye        | 20.12     | 2 Q       | 20.15       | 7           | [ 6 ]                   |
| Joseph Fahnbulleh Emmanuel Matadi Jabez Reeves John Sherman | 4x100 m | N/A        | N/A        | 38.97    | 7        | N/A        | N/A        | N/A       | N/A       | Não avançou | Não avançou | [ 5 ] [ 6 ] [ 7 ] [ 8 ] |

Feminino
Eventos de pista
| Atleta                | Evento              | Preliminar | Preliminar | Baterias | Baterias | Repescagem | Repescagem | Semifinal   | Semifinal   | Final       | Final       | Ref.   |
| Atleta                | Evento              | Tempo      | Pos.       | Tempo    | Pos.     | Tempo      | Pos.       | Tempo       | Pos.        | Tempo       | Pos.        | Ref.   |
| --------------------- | ------------------- | ---------- | ---------- | -------- | -------- | ---------- | ---------- | ----------- | ----------- | ----------- | ----------- | ------ |
| Thelma Davies         | 100 m               | Bye        | Bye        | 12.05    | 9        | N/A        | N/A        | Não avançou | Não avançou | Não avançou | Não avançou | [ 9 ]  |
| Destiny Smith-Barnett | 100 m               | Bye        | Bye        | 11.99    | 8        | N/A        | N/A        | Não avançou | Não avançou | Não avançou | Não avançou | [ 10 ] |
| Ebony Morrison        | 100 m com barreiras | N/A        | N/A        | 12.93    | 6        | 12.82      | 1 Q        | DSQ         | DSQ         | Não avançou | Não avançou | [ 11 ] |